# Isaac Benzecry
Isaac Jacob Benzecry (Belém, 22 de fevereiro de 1908 – Rio de Janeiro, 10 de janeiro de 1991) foi um pioneiro industrial e empreendedor brasileiro, radicado no estado do Amazonas desde a década de 1930, com negócios notáveis na comercialização de produtos como a castanha-do-brasil, o couro de jacaré e a juta.
Fundador de duas tradicionais empresas amazonenses, a CIEX, empresa exportadora de castanha-do-brasil, e a Jutal, empresa têxtil de juta, destacou-se por ser um pioneiro no processo de industrialização da economia do Amazonas, promovendo a exportação e a difusão de diferentes produtos amazônicos, tais como a balata e a sorva.
Segundo dados do ComexStat, sistema do Ministério da Economia para consultas e extração de dados do comércio exterior, o Brasil exportou, de castanha-do-brasil, com e sem casca, os montantes de US$ 21.073.888,00 em 2019 e US$ 59.023.118,00 em 2018, mostrando ser o mercado ainda bastante rentável, apesar da concorrência de outros países amazônicos, como a Bolívia.

## Início da vida
Descendente de duas famílias de imigrantes judeus marroquinos, Isaac Jacob Benzecry nasceu em Belém, terceiro filho de Jacob Messod Benzecry e Esther Larrat Benzecry. Seu pai, filho de Messod e Sol Benzecry, nasceu em Tétouan, Marrocos, chegando ao Brasil acompanhado do irmão, José, em 1892. Já a sua mãe, contudo, filha dos marroquinos Abraham e Rachel Larrat, nasceu em Cametá, cidade paraense no rio Tocantins.
Seu pai, Jacob Benzecry, durante o ciclo da borracha, participou da vida comercial da capital paraense em sociedade com Amoedo & Cia. Posteriormente, alterada a razão social sucessivamente para Benzecry, Amoedo & Cia. e J. Benzecry & Filhos, dedicou-se ao ramo da exportação de gêneros regionais, como o cumaru, grude de peixe e peles silvestres. Em 1935, já com a debacle da economia gomífera, fundou a Usina Timbopó, dedicada ao timbó, cumaru e anos depois à castanha-do-brasil.
Tendo crescido sob influência da vida profissional paterna, Isaac Benzecry finalizou os estudos após concluir o curso comercial, uma espécie de formação técnica profissionalizante à época. Iniciada a sua vida empresarial aos 13 anos de idade como corretor de produtos regionais, trabalhou com o pai e desde então já demonstrava uma paixão e admiração incomparável pela Amazônia. Alguns anos depois, em fevereiro de 1925, embarcou no paquete Júpiter por uma viagem de um ano pela região até Manaus, todavia, no ano seguinte estabeleceu-se em São Luís, onde aprofundou-se no negócio de compra de peles silvestres e domésticas, e couros vacuns.

## Carreira

### Uma rápida jornada pelo Nordeste
Depois de passar toda a sua infância em Belém e viajar pela Amazônia a bordo de um vapor, Isaac Benzecry resolveu estabelecer-se em 1926 no Nordeste brasileiro. Acompanhado do irmão Abraham, fixou residência  inicialmente em São Luís e, posteriormente, com o desenvolvimento dos negócios, abriu filiais em Teresina e na Parnaíba, tendo passado então a morar nesta última cidade piauiense. Com a crise de 1929, contudo, sofreu fortemente com a diminuição da demanda internacional pelos seus produtos, todavia, como já havia expandido o comércio para  abarcar a castanha-do-brasil e outros produtos extrativos, manteve-se na atividade comercial.

### Rumo ao coração da Amazônia
Impactado pela crise global internacional, Isaac Benzecry vendeu o que pôde no Piauí e embarcou, já casado e com filho, para Manaus, cidade mais próxima da produção dos produtos que comercializava. Importante esclarecer que encerrado o ciclo da borracha, ainda perdurou por alguns anos a hegemonia dos comerciantes daquele período no Amazonas, classificada essa época da economia local como a “era dos jotas”. Já nas décadas seguintes, e fortemente ligados ao extrativismo vegetal, surgem novos agentes que marcariam a história como precursores do desenvolvimento industrial regional, cujas atividades incluiriam o beneficiamento de castanha-do-brasil, a fiação e tecelagem de juta e a curtição de couros.
É dentro desse cenário promissor que Isaac Benzecry, novamente acompanhado do irmão Abraham, chega à capital amazonense na segunda metade da década de 30. Com o enfraquecimento de gigantes do sistema de aviamento, como  J. G. Araújo, J. S. Amorim e J. A. Leite, o jovem comerciante passa a representar a firma do pai, J. Benzecry & Filhos, figurando como sócio juntamente de outros irmãos. Com sede em Belém, tal empresa dedicava-se à exportação de castanha-do-brasil e couros, mas também envolvia-se com processos industriais ligados ao processamento do timbó em pó, usado como inseticida, e à produção de sabão em barra.

### Empreendedorismo
Em 1939, Isaac Benzecry registra-se como firma individual na Junta Comercial do Amazonas, recebendo o nome empresarial de I. J. Benzecry. Sua experiência adveio como agente e importador de rádios da marca Philco, tendo sido um dos maiores vendedores de tal produto para a Copa do Mundo FIFA de 1938. Além do mais, obteve expertise como vendedor dos refrigeradores Crosley Shevaldor, das máquinas de datilografia da Woodstock Typewriter Co. e dos jeeps da Willys Overland.
Na virada para a década de 40, a firma I. J. Benzecry já se sobressaia como vendedora de cumaru cristalizado, timbó, cacau, balata, borracha, castanha-do-brasil, peles e couros, etc. Nessa mesma época, como entusiasta da mecanização, funda a Empresa Industrial Ltda. – Empil, em 18 de março de 1940, para destilação de óleo essencial de pau-rosa, e o Curtume Canadense Ltda., em 15 de março de 1941. Essa última empresa, já chamada de Curtume Crocodilo e Curtume Mago, contou como o apoio técnico inicial de Juan Bartolomé Arduino, químico uruguaio, e, posteriormente, focando na eficiência, buscou-se o suporte do engenheiro químico Marcelo Grosz, industrial romeno, naturalizado argentino, o qual havia descoberto um processo de curtir o couro de jacaré, pelo qual o seu aproveitamento iria a 100%, em vez da terça parte, como até então ocorria. Bastante lucrativo, o negócio precisou se reinventar a partir da vigência da Lei nº 5.197/1967, a qual proibiu a caça de jacarés, focando, então, sob a supervisão do químico industrial Elias Benzecry, na curtição de couro bovino, atividade que perdurou até a década de 90.
Retornando à década de 40, Isaac Benzecry associou-se ao também comerciante paraense Abraham Pazuello, o que permitiu a expansão dos negócios relacionados à castanha-do-brasil, a ponto de, em 9 de novembro de 1944, criar a CIEX. A partir de então, a empresa entrou firme no negócios de exportação, tornando-se uma das principais empresas do Amazonas. Nesse período, ao lado de Isaac Benayon Sabbá, inicia-se um novo ciclo da história econômica regional, a qual baseava-se, principalmente, no extrativismo vegetal e na exportação. Esse empreendedorismo, acompanhado pela preocupação com métodos industriais de beneficiamento da castanha-do-brasil, criaram a base para a industrialização amazonense, a qual se deu antes da criação da Zona Franca de Manaus, e que também conteve com a participação de empresários como o cearense Cosme Alves Ferreira Filho e o paraense Adalberto Ferreira do Vale.
Isaac Benzecry construiu  duas fábricas para beneficiamento de castanha-do-brasil, lutando pioneiramente para que esse processo fosse feito mecanicamente, o que levou à importação de maquinário dos Estados Unidos e da Suíça. Entre 1942 e 1945, as exportações nacionais de tal produto ficaram praticamente interrompidas por causa da 2ª guerra mundial, razão pela qual foi acionada a Brazil Nut Association, também conhecida como Brazil Nut Advertising Fund, entidade privada criada em 1934 para promover junto ao mercado consumidor americano a castanha-do-brasil. Mantida por empresários do setor, notadamente da Amazônia brasileira, a campanha publicitária empreendida nesse ínterim foi fundamental para criar na sociedade americana uma aceitação acerca do produto, o que vem se mantendo até a atualidade.
Posteriormente, em 10 de janeiro de 1970, funda a Empresa Industrial de Juta S/A – Jutal, dedicando-se à fiação e tecelagem de juta e malva, herdeira da Empresa Industrial de Fibras e Óleos S/A – Eifol, também fundada por Isaac Benzecry. O interesse pelo negócio levou, inclusive, à aquisição do controle acionário da Companhia de Fiação e Tecelagem de Juta de Santarém – Tecejuta, em 1976, bem como à instalação de gráficas preferíveis, para a prensagem de juta e malva, nas cidades de Coari e Itacoatiara.
Não menos importante, o empresário também dedicou-se à industrialização de cerâmica e madeira, fundando a Empresa Industrial e Comercial Cerma Ltda., além de ter aberto três lojas importadoras durante a Zona Franca de Manaus, ter fundado empresas na Bolívia e Venezuela, e ter participado do mercado da construção civil no Rio de Janeiro, com o Edifício Crymol, e em Manaus com o Condomínio Kannedy. O seu complexo industrial era formado pelas Usinas Americana, Canadense, Londrina e Steve Negron, além de instalações nos bairros manauaras da Matinha, Cachoeirinha e de  São Raimundo.

## Vida Pessoal

### Casamento e Família
Amante do esporte, exímio cavaleiro e jogador de tênis, casou-se em 27 de fevereiro de 1935 com Gimol (Santinha) Benchimol Benzecry (1911/1998), filha de Isaac Benchimol e Ordoenha Cohen Benchimol, tendo tido 3 filhos, que lhes deram 9 netos, e estes, bisnetos e trinetos. Falecido no Rio de Janeiro aos 82 anos enquanto lutava contra o câncer de pâncreas, está enterrado no Cemitério Israelita do Caju.
Na sua vida empresarial, contou com o apoio dos irmãos Abraham Jacob Benzecry (1906/1999), Benjamin Jacob Benzecry (1918/2014) e Elias Jacob Benzecry (1920/1995); do cunhado Shalom Isaac Benchimol (1914/1993) e do tio José Abraham Larrat (1898/1966), tendo empregado e ajudado muitos outros, familiares ou não.

### Legado
De seus trabalho, seus descendentes instituíram o Grupo CIEX, o qual consolidou-se no mercado local e internacional, atuando em diferentes segmentos através de suas empresas CIEX Indústria, voltada para o mercado de produtos amazônicos, Jutal, produtora de materiais derivados da juta e malva, e a CiexLaghi, empresa voltada para o ramo de construção civil. Esse conglomerado também vem ganhando espaço no mercado de venda de castanha com casca, exportando seus produtos para os cinco continentes além de também comercializá-los em sete unidades da federação: Amazonas, São Paulo, Rio de Janeiro, Paraná, Rio Grande do Sul e Distrito Federal.
Para além da seara econômica, sua atuação também notabilizou-se na área comunitária, tendo atuado como membro do Conselho Deliberativo da Sociedade Amazonense de Assistência aos Lázaros e Defesa contra a Lepra (1939) e diretor da Associação Comercial do Amazonas (1945) e do Atlético Rio Negro Clube (1948). Fez história, contudo, como o primeiro presidente brasileiro do Bosque Clube (1955), herdeiro do Manáos Athletic Club, fundado pela colônia inglesa do Amazonas em 1908. Também destacou-se como membro do Comitê Israelita do Amazonas e por ter sido um dos incentivadores da Corrida Ciclística Aguinaldo Archer Pinto, haja vista ter sido proprietário do Velódromo Álvaro Maia, construído em 1944 no bairro manauara da Cachoeirinha.
No campo da filantropia, a despeito de ter ajudado diversas causas e instituições, notabilizou-se por ter criado uma escola primária em uma de suas usinas e por ter doado terreno para as irmãs do Preciosíssimo Sangue, cuja superiora, a americana Mary Jullita Elsen, ali fundou um colégio em 1953, existente até hoje no bairro de São Geraldo.

## Honras
Em 1966 lhe foi conferido o diploma de Industrial do Ano pela Federação das Indústrias do Estado do Amazonas e em 1987, foi agraciado pelas Associação Comercial do Amazonas, com a Medalha do Mérito Empresarial J. G. Araujo. Em 1978 foi admitido na Ordem do Mérito de Educação e Integração no grau de Comendador.
Fruto de seu legado social, em sua homenagem, e por meio do Decreto nº 11.804/1989, o Governador do Amazonas, Amazonino Mendes, criou a Escola Estadual Isaac Benzecry, localizada na Colônia Oliveira Machado, bairro da Zona Sul de Manaus. Também, visando perpetuar a sua memória, a Prefeitura Municipal de Manaus decidiu por nomear dois logradouros públicos de Isaac Benzecry, sendo uma rua no Distrito Industrial e uma travessa no Japiim.
O nome de Isaac Benzecry também consta no parque aquático do Bosque Clube, bem como nas quadras da Academia de Tênis, do clube A Hebraica e da Faculdade Estácio, todos empreendimentos localizados na capital amazonense.

Julius Kravitz, Isaac Benzecry e Gimol (Santinha) BenzecryJulius Kravitz, Isaac Benzecry e Gimol (Santinha) Benzecry
Isaac Benzecry em WesthamptonIsaac Benzecry em Westhampton
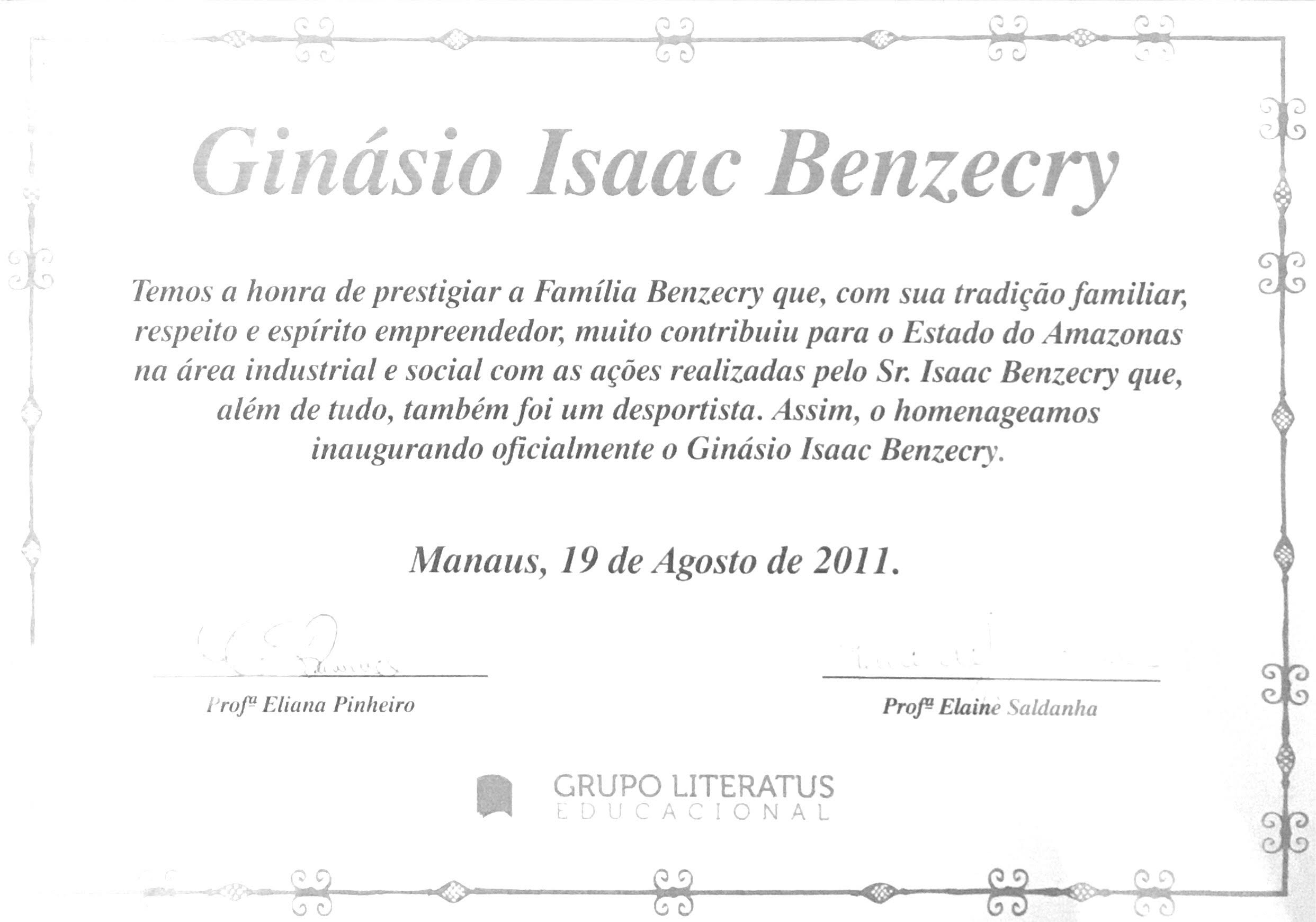
Certificado de inauguração Ginásio Isaac Benzecry
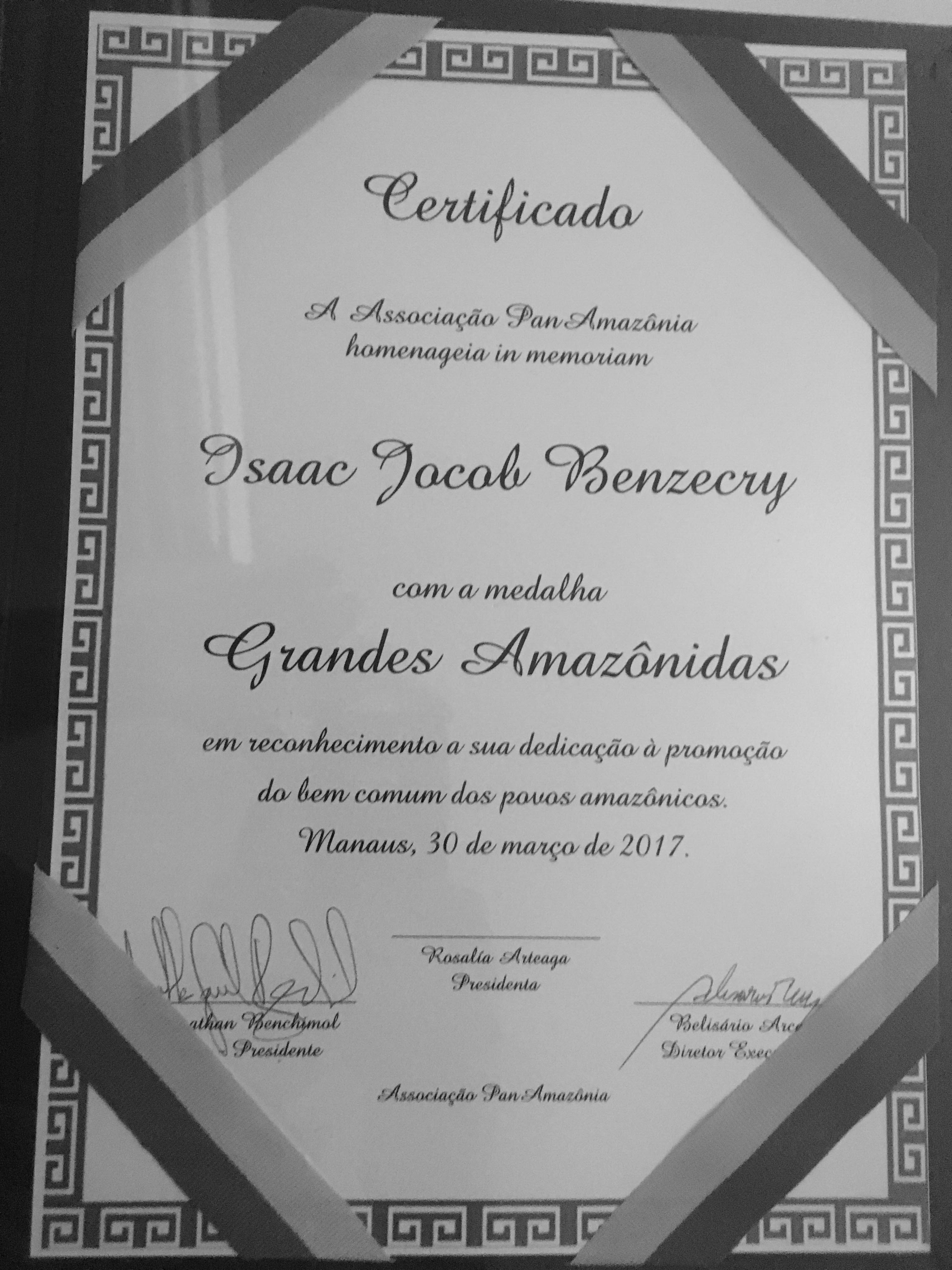
Certificado da "Medalha Grandes Amazônidas"